# کاله گرونتال
کاله گرونتال (استونیایی: Kalle Grünthal؛ زادهٔ ۲۴ فوریهٔ ۱۹۶۰) سیاستمدار و نماینده مجلس اهل استونی است.